# Jürgen Brüning
Jürgen Brüning (* 26. August 1958 in Honnef) ist ein deutscher Filmemacher.

## Leben
Brüning studierte nach dem Abitur 1978 in Berlin Pädagogik und Psychologie und war Mitglied der damaligen Hausbesetzerszene. 1980 gründete er das Eiszeitkino in Berlin mit, experimentierte mit Super 8 und begann seine Karriere als Filmemacher. 1986 produzierte er für das ZDF das TV-Drama Kinder der Konfettimaschine, 1992 hob er das Schwullesbische Filmfestival Berlin aus der Taufe, 1996 gründete er die Filmproduktionsfirma Cazzo Film, zog sich aber nach fünf Jahren davon zurück, um eine neue Firma namens Wurstfilm zu gründen. 2006 initiierte er das Pornfilmfestival Berlin.
Brüning lebt und arbeitet in Berlin.
Sein Schaffen als Produzent umfasst mehr als 30 Produktionen, darunter Dokumentarfilme wie Too Much Pussy! aus dem Jahr 2010 oder das Filmdrama Die Misandristinnen (2017).

## Auszeichnungen
- Sein dokumentarischer Kurzfilm Er hat eine Glatze und ist Rassist, er ist schwul und ein Faschist (1994) erhielt beim Filmfest Dresden 1995 den zweiten Preis als bester Film.